# Sozialgericht Konstanz
Das Sozialgericht Konstanz ist ein Gericht der Sozialgerichtsbarkeit. Das Gericht ist eines von acht Sozialgerichten in Baden-Württemberg und hat seinen Sitz in Konstanz.

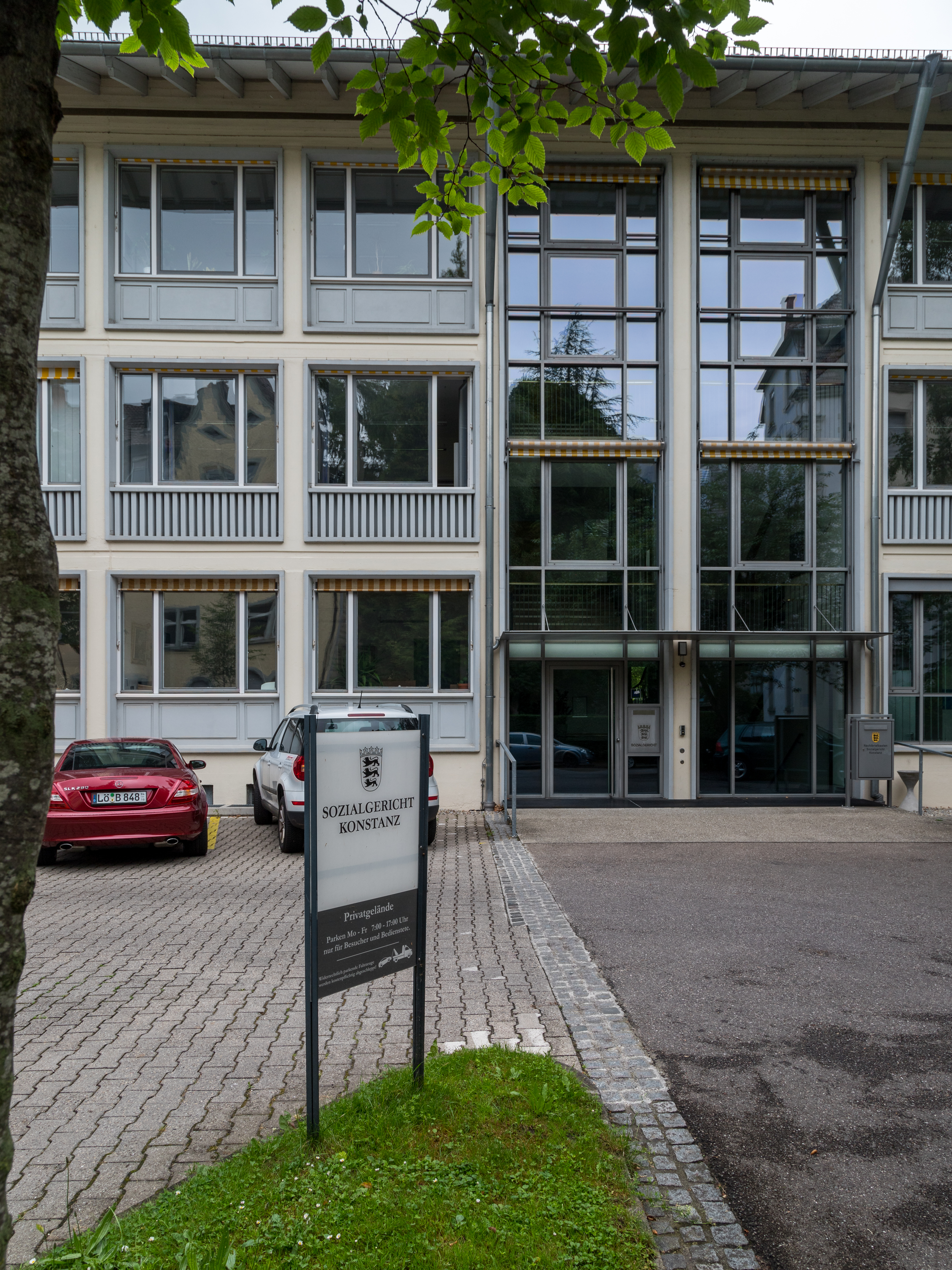
Eingang Alfred-Wachtel-Straße

## Gerichtsgebäude
Am Webersteig 5 befindet sich das Gerichtsgebäude des Sozialgerichts Konstanz.

## Gerichtsbezirk  und übergeordnete Gerichte
Das Sozialgericht Konstanz ist örtlich für den Bodenseekreis, den Landkreis Konstanz, den Landkreis Ravensburg und den Landkreis Sigmaringen zuständig. Die sachliche Zuständigkeit ergibt sich aus dem Sozialgerichtsgesetz.
Auf Landesebene ist das Landessozialgericht Baden-Württemberg in Stuttgart das übergeordnete Gericht. Diesem ist wiederum das Bundessozialgericht, in Kassel angesiedelt, übergeordnet.